# 드라큐라 2003
《드라큐라 2003》(영어: Dracula II: Ascension 드라큘라 2: 어센션[*])은 2003년 미국의 흡혈귀 비디오 영화로, 《드라큘라 2000》(2000)의 속편이다. 패트릭 루시에이가 전편에 이어 감독을 맡았고, 제라드 버틀러는 하차했다.
2005년 속편 비디오 영화 《드라큘라 3: 레거시》(Dracula III: Legacy)가 나왔다.

## 줄거리
드라큘라 백작의 시신을 확보하게 된 의대생들이 이 시체를 활용해 각자의 목적을 이루려는 가운데 흡혈귀 사냥꾼 신부가 이들을 쫓는다.

## 출연
- 제이슨 스콧 리 - 우피치 신부 역
- 제이슨 런던 - 루크 역
- 카리 페이턴 - 케니 역
- 크레이그 셰퍼 - 로웰 역
- 다이앤 닐 - 엘리자베스 블레인 역
- 브랜디 로더릭 - 타니아 역
- 톰 케인 - 만화 목소리 역
- 존 라이트 - 에릭 역
- 스티븐 빌링턴 - 드라큘라 / 유다 이스카리옷 역
- 닉 필립스 - 스미스 경관 역
- 존 섀리언 - 호지 경관 역
- 로이 샤이더 - 시케로스 추기경 역
- 데이비드 J. 프랜시스 - 예수 역